# Cranford
Cranford è un romanzo della scrittrice inglese Elizabeth Gaskell. Apparve inizialmente tra il 1851 e il 1853 nella rivista «Household Words» edita da Charles Dickens, e successivamente in volume nel 1853. Il titolo si riferisce al paese fittizio in cui il romanzo è ambientato, a sua volta ispirato dalla cittadina di Knutsford nel Cheshire dove l'autrice aveva trascorso l'infanzia.
Il libro è stato tradotto in 18 lingue.

## Trama
Il romanzo racconta una serie di episodi della vita di Mary Smith, la narratrice in prima persona, e delle sue anziane amiche, Matty e Deborah Jenkyns, due sorelle ancora zitelle. Ambientate nella cittadina di provincia di Cranford, le storie descrivono una serie di donne, in gran parte nubili, e i loro sforzi per conservare, pur con poco denaro, le apparenze dell'eleganza e del garbo borghese. Pochi sono gli avvenimenti del romanzo: la morte di Deborah Jenkyns, la perdita finanziaria di Matty, il ritorno del fratello Peter scomparso da molti anni.
Il romanzo si concentra più che altro sulla minuta e comica descrizione della vita in un piccolo villaggio dominato da donne nell'età vittoriana, e su considerazioni riguardo alle differenze di classe sociale e tra uomini e donne.

## Personaggi

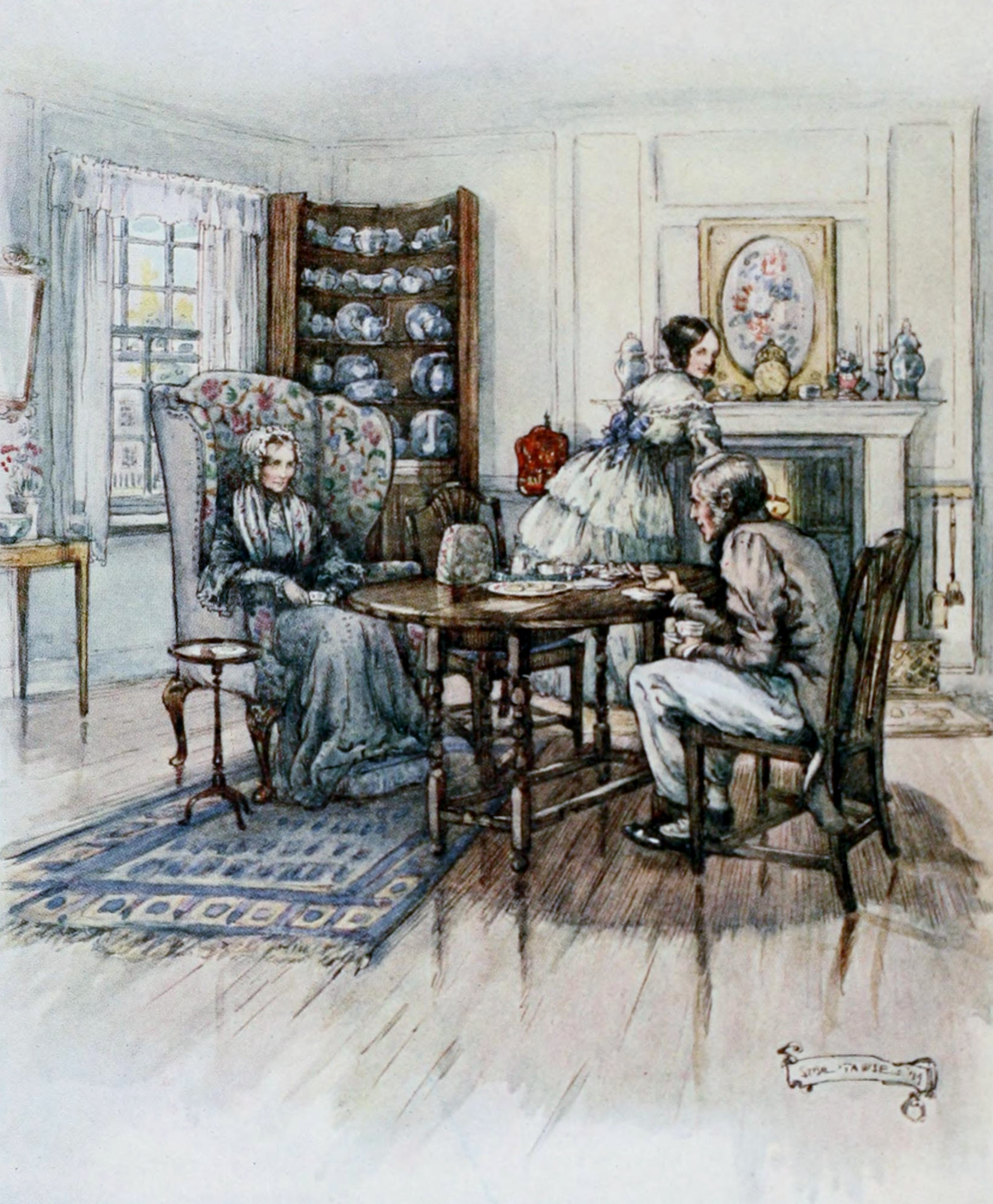
Miss Matty e Peter, illustrazione dall'edizione del 1917

- Mary Smith – La narratrice. Un'amica di Miss Matty.
- Miss Matty Jenkyns – Un'amabile, bonaria e timida vecchia zitella.
- Miss Deborah Jenkyns – L'imperiosa sorella maggiore di Miss Matty. Muore all'inizio del romanzo.
- Miss Pole – presumibilmente la più ragionevole e illuminata delle signore di Cranford.
- The Honourable Mrs. Jamieson – Una vedova con collegamenti aristocratici e proprietaria di Carlo, il suo cane. Una vecchia donna per lo più letargica.
- Mrs Forrester – Una vedova, molto povera ma dignitosa.
- Betty Barker - Un ex-modista. Possiede una mucca che ama come una figlia.
- Peter Jenkyns – Il fratello delle Jenkyns, perduto da molto tempo. Torna dall'India alla fine del romanzo.
- Thomas Holbrook – Ammiratore di Matty. È un agricoltore e la sua morte è attribuita ad un suo viaggio a Parigi di un anno prima.
- Captain Brown – Un capitano non benestante. Viene a vivere a Cranford, con le sue due figlie.
- Miss Brown - Figlia maggiore del Captain Brown.
- Miss Jessie Brown – Figlia del capitano Brown. Dopo la morte di suo padre e di sua sorella si sposa e lascia Cranford.
- Major Gordon - Un amico del Capitano Brown, già innamorato di Jessie Brown.
- Lady Glenmire – La cognata, non benestante ma aristocratica di Mrs. Jamieson. Sposa poi il Dr. Hoggins.
- Dr. Hoggins – Il medico chirurgo di Cranford. Un uomo rude ma amichevole e di buone intenzioni.
- Martha – Cameriera di Matty. In seguito sua padrona di casa e compagna a pari condizioni.
- Mr. Mulliner – Maggiordomo di Mrs Jamieson.
- Signor Brunoni – Un mago ambulante.

## Capitoli
1. La nostra società
2. Il capitano
3. Una storia d'amore di tanto tempo fa
4. Una visita a un vecchio scapolo
5. Vecchie lettere
6. Il povero Peter
7. Visite
8. «Vostra Signoria»
9. Il signor Brunoni
10. Il panico
11. Samuel Brown
12. Fidanzamento
13. Pagamento interrotto
14. Amici nel bisogno
15. Un felice ritorno
16. Pace a Cranford

## Adattamenti
Il romanzo è stato adattato tre volte dalla BBC,
- nel 1951,[2]
- nel 1972, con Gabrielle Hamilton nel ruolo di Miss Matty,[3]
- nel 2007.[4] Quest'ultima versione ha preso qualche riferimento dai libri, sempre della Gaskell, La mia signora Ludlow, Mr. Harrison's Confessions e The Last Generation in England. Judi Dench e Eileen Atkins interpretano rispettivamente le protagoniste Miss Matty e Miss Deborah Jenkyns, mentre Imelda Staunton è Miss Pole e Michael Gambon Mr. Holbrook.

Ne è stato prodotto anche un sequel, Return to Cranford, nel 2009.

## Edizioni in italiano
- Elizabeth Cleghorn Gaskell, Cranford, con introduzione e note di Angela Gennat, ed. L. Trevisini, Milano 1935;
- Elizabeth C. Gaskell, Il paese delle nobili signore (Cranford), trad. di Mario Casalino, ed. Rizzoli, Milano : 1950;
- Elizabeth Cleghorn Gaskell, Cranford, traduzione dall'inglese e introduzione a cura di Augusta Grosso, ed. Utet, Unione Tip. Ed. Torinese, Torino 1951